# اضمحلال عنقودي
الاضمحلال العنقودي (كما يعرف باسم النشاط الإشعاعي للجسيمات الثقيلة) هو نوع من أنواع الاضمحلال الإشعاعي والذي تقوم به الذرة خلاله بإصدار (أو انبعاث) تجمع عنقودي صغير من النيوترونات والبروتونات، وذلك بشكل أكبر من جسيم ألفا، ولكنه أقل من ناتج الانشطار النووي.
تفقد النواة الأم أو النواة المنتجة سلسلة من بروتونات ونيوترونات، نصفها بالعلاقة التالية:
- العدد الكتلي: Ad = A - Ae
- العدد الذري: Zd = Z - Ze

حيث Ae = Ne + Ze.

هذا النمط من الإضمحلالات النووية النادر لوحظ في النظائر المشعة التي تضمحل بشكل رئيسي وفق انبعاث ألفا، و يحدث بنسبة ضئيلة.
تكون نسبة التفرع بالمقارنة مع اضمحلال ألفا صغيرة :{\displaystyle B=T_{a}/T_{c}}

## اقرأ أيضاً
- سلسلة اضمحلال